# Semente recalcitrante
Sementes recalcitrantes são as sementes que não sobrevivem a secagem e congelamento durante a conservação ex situ.
O armazenamento de sementes recalcitrantes apresenta um desafio maior que o das sementes ortodoxas. Isto se deve à sua alta suscetibilidade à perda de água, o que faz com que seja necessário o armazenamento com alto grau de humidade. Esta umidade interna favorece o ataque de microorganismos e a ocorrência de germinação durante o armazenamento. E usar baixas temperaturas para o armazenamento, o que poderia inibir estes dois últimos problemas, não é uma solução, pois as sementes recalcitrantes também sofrem danos por temperaturas próximas ou abaixo de zero. As sementes de abacate, manga e cacau são exemplos de sementes recalcitrantes.

## Mecanismos de dano
Os dois principais mecanismos de ação de dano às sementes recalcitrantes são o efeito de dessecação nas estruturas intracelulares e o efeito de dano metabólico proveniente da formação de compostos químicos tóxicos como os radicais livres.